# Steve Franken

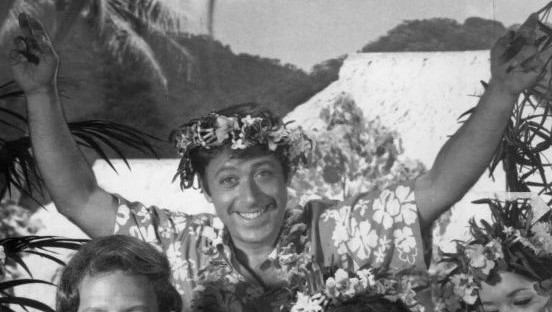
Steve Franken 1970 im Pilotfilm Three for Tahiti

Stephen Robert Franken (* 27. Mai 1932 in Queens, New York City; † 24. August 2012 in Canoga Park, Los Angeles, Kalifornien) war ein US-amerikanischer Schauspieler.

## Leben
Stephen Robert Franken wurde als Sohn eines Hollywood-Presseagenten geboren. Nach seinem Abschluss an der Cornell University studierte er gegen den Wunsch seiner Eltern Schauspiel am renommierten Actors Studio. Sein Broadway-Debüt gab er 1958 in dem Stück  Edwin Booth. Noch im selben Jahr debütierte er in einer kleinen Nebenrolle in dem Liebesdrama Eines Tages öffnet sich die Tür als Filmschauspieler. Bereits ein Jahr später erhielt er die Rolle des Chatsworth Osborne, Jr. in der Sitcom The Many Loves of Dobie Gillis, die er von 1959 bis 1963 in 32 Folgen verkörperte. Bei der späteren Fernsehverfilmung Der Besuch der reichen Witwe kehrte er 1988 zur selben Rolle zurück. In seiner gesamten Karriere war Franken in mehr als 150 Produktionen zu sehen.
Am 24. August 2012 verstarb Franken im Alter von 80 Jahren an den Folgen seiner Krebserkrankung in einem Pflegeheim in Canoga Park. Er war in seinem Leben zweimal verheiratet. Am 17. Oktober 1965 heiratete er Julia E. Carter, mit der er später zwei gemeinsame Kinder hatte. Nach der Scheidung heiratete er Jean Garrett. Sie waren bis zu seinem Tod verheiratet und hatten ein gemeinsames Kind.

## Filmografie (Auswahl)
Film
- 1958: Eines Tages öffnet sich die Tür (Stage Struck)
- 1964: 2071: Mutan-Bestien gegen Roboter (The Time Travelers)
- 1966: Vierzig Draufgänger (Follow Me, Boys!)
- 1968: Der Partyschreck (The Party)
- 1970: Wo, bitte, geht’s zur Front? (Which Way to the Front?)
- 1973: Westworld
- 1974: Houston, bitte kommen… (Houston, We've Got a Problem)
- 1975: Luftpiraten (Sky Heist)
- 1976: Duell am Missouri (The Missouri Breaks)
- 1977: Ameisen. Die Rache der schwarzen Königing (Ants)
- 1978: Killer-Bienen II – Terror aus den Wolken (Terror out of the Sky)
- 1979: Eine ganz irre Truppe (The North Avenue Irregulars)
- 1980: Alles in Handarbeit (Hardly Working)
- 1980: Daddy dreht durch (There Goes the Bride)
- 1980: Das boshafte Spiel des Dr. Fu Man Chu (The Fiendish Plot of Dr. Fu Manchu)
- 1982: Auf einmal ist es Liebe (Not Just Another Affair)
- 1983: Der Fluch des rosaroten Panthers (Curse of the Pink Panther)
- 1983: High School U.S.A.
- 1988: Der Besuch der reichen Witwe (Bring Me the Head of Dobie Gillis)
- 1991: Die Schmach des Vergessens (Never Forget)
- 1994: Munchie – Der witzige Außerirdische (Munchie Strikes Back)
- 2000: Agent Red – Ein tödlicher Auftrag (Agent Red)
- 2000: Nurse Betty
- 2001: Der Schwan mit der Trompete (The Trumpet of the Swan)
- 2009: Illuminati (Angels and Demons)

Fernsehserien
- 1959–1963: The Many Loves of Dobie Gillis (32 Folgen)
- 1964–1965: Tom, Dick and Mary (13 Folgen)
- 1966: Tammy, das Mädchen vom Hausboot (Tammy)(1 Folge)
- 1966–1971: Verliebt in eine Hexe (Bewitched, 7 Folgen)
- 1975–1981: Barney Miller (2 Folgen)
- 1978–1982: CHiPs (2 Folgen)
- 1997–1999: Spawn (6 Folgen)
- 2005: King of Queens (The King of Queens, eine Folge)